# Limnonectes tweediei
Limnonectes tweediei är en groddjursart som först beskrevs av Smith 1935.  Limnonectes tweediei ingår i släktet Limnonectes och familjen Dicroglossidae. IUCN kategoriserar arten globalt som nära hotad. Inga underarter finns listade i Catalogue of Life.